# Challenger Temuco 2023 - Doppio
Il doppio del torneo di tennis professionistico Challenger Temuco 2023, facente parte della categoria Challenger 75 nell'ambito dell'ATP Challenger Tour 2023, si è giocato dal 27 novembre al 3 dicembre a Temuco, in Cile. Guido Andreozzi e Guillermo Durán erano i detentori del titolo ma solo Andreozzi aveva scelto di partecipare in coppia con Ignacio Carou ma si sono ritirati prima dell'inizio del torneo.
In finale Mateus Alves e Matías Soto hanno sconfitto Aleksandar Kovacevic e Keegan Smith con il punteggio di 6–2, 7–5.

## Teste di serie
1. Nicolás Barrientos /  André Göransson (quarti di finale)
2. Boris Arias /  Federico Zeballos (semifinale)

1. Guido Andreozzi /  Ignacio Carou (ritirati)
2. Federico Agustín Gómez /  Luis David Martínez (primo turno)

## Wildcard
1. Andrés Andrade /  Brandon Pérez (primo turno)

1. Alejandro Bancalari /  Benjamín Herrera (primo turno)

## Alternate
1. Blaise Bicknell /  Justin Roberts (primo turno)

## Tabellone

### Legenda
| - Q = Qualificato - WC = Wild card - LL = Lucky loser | - ALT = Alternate - SE = Special Exempt - PR = Protected Ranking | - w/o = Walkover - r = Ritirato - d = Squalificato |

|  | Primo turno | Primo turno                     | Primo turno               | Primo turno | Primo turno |  |  | Quarti di finale | Quarti di finale                | Quarti di finale               | Quarti di finale    | Quarti di finale    |    |     | Semifinali | Semifinali                        | Semifinali                        | Semifinali               | Semifinali               |   |   | Finale | Finale | Finale | Finale | Finale |  |
|  |             |                                 |                           |             |             |  |  |                  |                                 |                                |                     |                     |    |     |            |                                   |                                   |                          |                          |   |   |        |        |        |        |        |  |
|  | 1           | N Barrientos A Göransson        | 4                         | 6           | [10]        |  |  |                  |                                 |                                |                     |                     |    |     |            |                                   |                                   |                          |                          |   |   |        |        |        |        |        |  |
|  |             | B Lock R Statham                | 6                         | 1           | [5]         |  |  | 1                | N Barrientos A Göransson        | 710                            | 3                   | [8]                 |    |     |            |                                   |                                   |                          |                          |   |   |        |        |        |        |        |  |
|  | WC          | A Andrade B Pérez               | 6                         | 65          | [4]         |  |  |                  | G Klier Júnior JL Reis da Silva | 68                             | 6                   | [10]                |    |     |            |                                   |                                   |                          |                          |   |   |        |        |        |        |        |  |
|  |             | G Klier Júnior JL Reis da Silva | 3                         | 7           | [10]        |  |  |                  |                                 |                                |                     |                     |    |     |            | G Klier Júnior JL Reis da Silva   | G Klier Júnior JL Reis da Silva   | 4                        | 3                        |   |   |        |        |        |        |        |  |
|  | 4           | FA Gómez LD Martínez            | 5                         | 6           | [9]         |  |  |                  |                                 |                                | A Kovacevic K Smith | A Kovacevic K Smith | 6  | 6   |            |                                   |                                   |                          |                          |   |   |        |        |        |        |        |  |
|  |             | A Kovacevic K Smith             | 7                         | 1           | [11]        |  |  |                  | A Kovacevic K Smith             | A Kovacevic K Smith            | 6                   | 6                   |    |     |            |                                   |                                   |                          |                          |   |   |        |        |        |        |        |  |
|  |             | W Leite M Pucinelli de Almeida  | 5                         | 6           | [10]        |  |  |                  | W Leite M Pucinelli de Almeida  | W Leite M Pucinelli de Almeida | 3                   | 4                   |    |     |            |                                   |                                   |                          |                          |   |   |        |        |        |        |        |  |
|  | WC          | A Bancalari B Herrera           | 7                         | 2           | [2]         |  |  |                  |                                 |                                |                     |                     |    |     |            | Aleksandar Kovacevic Keegan Smith | Aleksandar Kovacevic Keegan Smith | 2                        | 5                        |   |   |        |        |        |        |        |  |
|  |             | L Britto PA Saraiva dos Santos  | 1                         | 7           | [10]        |  |  |                  |                                 |                                |                     |                     |    |     |            |                                   |                                   | Mateus Alves Matías Soto | Mateus Alves Matías Soto | 6 | 7 |        |        |        |        |        |  |
|  |             | L Margaroli S Rodríguez Taverna | 6                         | 5           | [5]         |  |  |                  | L Britto PA Saraiva dos Santos  | L Britto PA Saraiva dos Santos | 1                   | 4                   |    |     |            |                                   |                                   |                          |                          |   |   |        |        |        |        |        |  |
|  |             | M Alves M Soto                  | M Alves M Soto            | 6           | 6           |  |  |                  | M Alves M Soto                  | M Alves M Soto                 | 6                   | 6                   |    |     |            |                                   |                                   |                          |                          |   |   |        |        |        |        |        |  |
|  | Alt         | B Bicknell J Roberts            | B Bicknell J Roberts      | 3           | 0           |  |  |                  |                                 |                                |                     |                     |    |     |            | M Alves M Soto                    | 2                                 | 7                        | [10]                     |   |   |        |        |        |        |        |  |
|  |             | JP Paz G Roveri Sidney          | JP Paz G Roveri Sidney    | 3           | 4           |  |  |                  |                                 | 2                              | B Arias F Zeballos  | 6                   | 64 | [5] |            |                                   |                                   |                          |                          |   |   |        |        |        |        |        |  |
|  |             | M Kestelboim G Villanueva       | M Kestelboim G Villanueva | 6           | 6           |  |  |                  | M Kestelboim G Villanueva       | M Kestelboim G Villanueva      | 2                   | 2                   |    |     |            |                                   |                                   |                          |                          |   |   |        |        |        |        |        |  |
|  |             | I Buse C Huertas del Pino       | I Buse C Huertas del Pino | 2           | 4           |  |  | 2                | B Arias F Zeballos              | B Arias F Zeballos             | 6                   | 6                   |    |     |            |                                   |                                   |                          |                          |   |   |        |        |        |        |        |  |
|  | 2           | B Arias F Zeballos              | B Arias F Zeballos        | 6           | 6           |  |  |                  |                                 |                                |                     |                     |    |     |            |                                   |                                   |                          |                          |   |   |        |        |        |        |        |  |